# اگروپالی
اگروپالی (به ایتالیایی: Agropoli) یک سکونتگاه مسکونی در ایتالیا است که در استان سالرنو واقع شده‌است.

## خصوصیات
اگروپالی ۳۹ کیلومترمربع مساحت و ۲۱٬۲۵۱ نفر جمعیت دارد و ۳۰ متر بالاتر از سطح دریا واقع شده‌است.